# JR (romanzo)
JR è il secondo romanzo dello scrittore statunitense William Gaddis pubblicato a venti anni di distanza dal precedente.

## Trama
Massapequa, Long Island, stato di New York. L’avvocato Coen si reca a casa delle sorelle Bast, Anne e Julia, a proposito dell’eredità lasciata dal loro fratello, in particolare azioni dell’azienda di famiglia General Roll che fabbrica rulli per pianole automatiche; gli interessa soprattutto lo status del loro nipote Edward, adottato dal defunto, del quale non conosce l’età e quindi non sa se sia già maggiorenne. 
Il preside Whiteback chiacchiera con l’insegnante Amy Joubert fuori da una banca, poi si recano insieme a scuola, la stessa dove Edward Bast insegna musica. Bast sta preparando per la recita scolastica L'oro del Reno, nella parte del nano Alberico recita uno studente di nome JR Vansant. Le zie Anna e Julia Bast ricevono una visita della nipote Stella Angel, la cugina della quale Edward è sempre stato innamorato. Ora lei si è sposata, ma lui non ha smesso di sognarla. Vorrebbe farle ascoltare sul pianoforte la musica che ha scritto per lei, ma Stella fugge in taxi per prendere il treno e tornare a casa.
JR si reca con i compagni di scuola e l’insegnante Amy Joubert in treno a New York, dove per ragioni didattiche acquistano un'azione Diamond Cable. Visitano poi la sede della Crawley Bros, incontrando il padre di Amy, il capitalista Moncrieff. Amy affida gli studenti a Edward Bast, incontrato per caso, perché non si sente bene. Tornato a Massapequa, Bast trova la casa saccheggiata; la cugina Stella tenta di sedurlo ma vengono interrotti dall’arrivo di suo marito Norman. I coniugi litigano perché lui vorrebbe che lei si assicurasse di essere l’unica erede legittima, a scapito di Edward, in modo da avere il controllo sull’azienda di famiglia General Roll, nella quale entrambi lavorano.
JR Vansant inizia una serie di speculazioni, partendo dall’apertura di un conto corrente intestato alla sua classe e ottenendo credito dalla banca. Acquista a prezzi di realizzo diritti su azioni che poi rivende.
Il signor Crawley commissiona a Bast, licenziato dalla scuola, musiche per la colonna sonora di un film che vuole produrre. È evidente che la moglie del professor DiCephalis è innamorata del collega del marito, Gibbs, mentre questi è innamorato di Amy Joubert. Il professor Gibbs dà a Edward Bast le chiavi di un appartamento sulla 96ª strada a New York, dove si trova un pianoforte, in modo che possa lavorare. I locali sono totalmente ingombri dal materiale che J.R. ha ordinato per le sue speculazioni, condotte tramite Bast che accetta di fare da prestanome per guadagnare qualche dollaro, ora che ha perduto il posto di insegnante di musica. Gibbs, che sta scrivendo un romanzo dal titolo Agapē Agape,  rimane sconvolto dal suicidio dell’amico Schramm, che si getta dal balcone in un appartamento dello stesso edificio. 
A forza di acquistare azioni a basso costo, JR si è trovato proprietario della Eagle Mills, e ha convinto Edward Bast a presentarsi all’assemblea dei soci come suo rappresentante perché non può far sapere di essere minorenne. JR viene sorpreso a usare la macchina calcolatrice della scuola e rimporverato. Nessuno si accorge che per condurre i suoi affari usa il telefono della scuola, con il ricevitore coperto da un fazzoletto per nascondere la voce da ragazzino.
Il professor Gibbs possiede cinque azioni della General Roll, che potrebbero decidere il controllo tra Stella e il marito Norman; Edward Bast ospita nell’appartamento sulla 96ª la ragazza del defunto Schramm, Rhoda, la quale si stupisce per la quantità di merce che ingombra tutto lo spazio disponibile. Sempre nascondendosi dietro il paravento di Bast, JR si crea una fama di capitalista spregiudicato; dopo avere acquistato il controllo di un’azienda, riduce il personale, utilizza i fondi destinati alla pensione dei dipendenti, vende le proprietà immobiliari e taglia le spese di rappresentanza.
Amy Joubert si reca a New York in treno dal padre, sulla via per la stazione incontra JR e lo sollecita a non pensare solo al denaro; alla sua età ci sono cose più importanti, e per esempio lo invita a osservare il paesaggio sotto la luna. Sul treno incontra il suo ex, Jack Gibbs, piuttosto ubriaco; lui la segue nel suo appartamento di Manhattan ma è troppo sbronzo per riuscire a fare sesso. Ci riescono invece il giorno dopo, quando Amy gli confida che per curare i propri interessi economici deve partire per Ginevra. La aiuta a trovare un biglietto aereo. Lei in realtà sta andando a riprendersi il figlio che l’ex marito ha portato con sé in Svizzera.
L’impero economico di JR prospera e si espande, alcuni suoi collaboratori vorrebbero conoscerlo di persona ma solo Bast, sempre più riluttante a assecondarlo, è al corrente della sua identità. Chiuso nell’appartamento sulla 96ª sempre più ingombro di merce, tentando di scrivere la sua musica, Bast ha un rapporto sessuale con Rhoda, che gira sempre per casa mezza nuda, poi è costretto dalla spilorceria di JR a percorrere l’America in autobus per presenziare a manifestazioni a nome dell’azienda. Viene quasi linciato da pellirosse di una riserva quando, per ottenere diritti di sfruttamento del sottosuolo, porta in dono elettrodomestici a chi non ha neppure la corrente elettrica.
Disgustato da ciò che sta facendo, Bast fa ascoltare musica classica a JR per fargli capire che esiste un mondo della bellezza lontano dagli affari, ma senza successo. Il ragazzino è sordo alla bellezza. Il musicista ha un collasso nervoso e viene ricoverato in ospedale. Durante un esperimento di teletrasmissione avviato da una delle ditte di JR, il professor diCephalis scompare. Uscito dal ricovero, Bast viene accolto dalla cugina Stella. JR tenta ancora di coinvolgerlo nel vorticoso giro di affari del suo traballante impero economico, ma senza eccessive speranze.

## Edizioni
- William Gaddis, JR, traduzione di Vincenzo Mantovani, Alet, 2009,  p. 928, ISBN 978-88-7520-122-7.